# Seven Femenino de Australia
El Seven Femenino de Australia es un torneo anual femenino de rugby 7 que se disputa en Australia desde 2017. Forma parte de la Serie Mundial Femenina de Rugby 7.
El torneo tiene lugar en diversas ciudades. En la temporada 2024/25 se realizó en Perth.

## Palmarés
| Año  | Sede                      | Campeón       | Marcador | Subcampeón     |
| ---- | ------------------------- | ------------- | -------- | -------------- |
| 2017 | Estadio de Fútbol         | Canadá        | 21 - 17  | Estados Unidos |
| 2018 | Estadio de Fútbol         | Australia     | 31 - 0   | Nueva Zelanda  |
| 2019 | Sydney Showground Stadium | Nueva Zelanda | 34 - 10  | Australia      |
| 2020 | Western Sydney Stadium    | Nueva Zelanda | 33 - 7   | Canadá         |
| 2023 | Sydney Football Stadium   | Nueva Zelanda | 35 - 0   | Francia        |
| 2024 | Perth Rectangular Stadium | Irlanda       | 19 - 14  | Australia      |
| 2025 | Perth Rectangular Stadium | Australia     | 28 - 26  | Nueva Zelanda  |

## Posiciones
- Número de veces que las selecciones ocuparon cada posición en todas las ediciones.

| Equipo         | Campeón | 2º puesto |
| -------------- | ------- | --------- |
| Nueva Zelanda  | 3       | 2         |
| Australia      | 2       | 2         |
| Canadá         | 1       | 1         |
| Irlanda        | 1       |           |
| Estados Unidos |         | 1         |
| Francia        |         | 1         |